# Högs tegelbruk
Högs tegelbruk var ett tegelbruk i Hög nära Kävlinge i Skåne. Tegelbruket kom till före år 1890. Det utrustades med ringugn år 1923. År 1937 tillverkades 2,75 miljoner tegelstenar 25x12x6,5 cm och 200 000 tegelrör. Det köptes upp av Helsingborgs ångtegelbruk. 1978 lades det ned.